# مورچارد بیشاپ
مورچارد بیشاپ (به انگلیسی: Morchard Bishop) یک روستا و محله مدنی در بریتانیا است که در Mid Devon واقع شده‌است. مورچارد بیشاپ ۹۷۵ نفر جمعیت دارد.